# Bythocythere bradleyi
Bythocythere bradleyi är en kräftdjursart som beskrevs av Athersuch Horne och Whittaker 1983. Bythocythere bradleyi ingår i släktet Bythocythere och familjen Bythocytheridae. Inga underarter finns listade.